# Judici del segle
Judici del segle és una frase que es fa servir per a descriure certs casos judicials ben coneguts especialment dins el Segle XX. Tal com va escriure l'advocat F. Lee Bailey al The Washington Post el 1999:
Anomenar els casos judicials el judici del segle ("the trial of the century") és una hipèrbole tradicional als Estats Units del mateix estil que en el circ dir l'espectacle més gran del món ("The Greatest Show on Earth.") però que en realitat no significa res."
El primer judici a ser anomenat del Segle va ser el 1907 quan Harry K. Thaw va ser jutjat per l'assassinat de Stanford White.

## Llista de judicis del segle feta per especialistes en lleis
- Harry Kendall per l'assassinat de Stanford White (1906)[2]
- Sacco i Vanzetti (1920–1927)[3]
- Leopold i Loeb (1924)[4]
- Judici a Scopes (1925)[5]
- Gloria Vanderbilt (1934)[6]
- Judici pel segrest del fill de Charles Augustus Lindbergh (1935)[7]
- Judicis de Nuremberg (1945–1946)[8][9]
- Judici d'espionatge Julius i Ethel Rosenberg (1951)[10]
- Judici a Adolf Eichmann (1961)[9]
- Judici a Nicolae i Elena Ceaușescu (1989)[9]
- Massacre de Vizconde (1991)[11]
- Judici de Jeffrey Dahmer (1992)[12]
- Judici a O. J. Simpson (1995)[5]
- Judici de Timothy McVeigh (1995 - 1997)[13]
- Judici a Slobodan Milošević (2002–2005)[9]
- Judici a Saddam Hussein (2004-2006)[14]
- Judici a Michael Jackson (2005)[15]
- Judici del cas Caylee Anthony (2011)[16]
- Judici a Bo Xilai (2013)[17]